# Jacques Meylan
Pour les articles homonymes, voir Meylan (homonymie).
Jacques Meylan, né le 2 mars 1938 à Lausanne, est un écrivain et avocat vaudois.

## Biographie
Originaire du Chenit, il entreprend des études classiques puis des études de droit à Lausanne, Paris et Francfort-sur-le-Main. Il exerce la profession d'avocat et de juge suppléant au Tribunal fédéral suisse. 
Président de la Société suisse des écrivaines et écrivains de 1994 à 1996, Jacques Meylan est l'auteur d'une œuvre de création exclusivement poétique : Noces de neige (1976), Les Relais du matin (1978), À l'effeuillé du cri (1987), D'un miroir épandu (1993), Toutes les maisons de mon souffle (1999).
Il participe également à deux anthologies : Poètes face à la vie (1975) et Émergence du silence (1989).

## Sources
- « Jacques Meylan », sur la base de données des personnalités vaudoises sur la plateforme « Patrinum » de la Bibliothèque cantonale et universitaire de Lausanne.
- A.-L. Delacrétaz, D. Maggetti, Écrivaines et écrivains d'aujourd'hui, p. 268
- Lucette et Roger-Louis Junod, Colloque 2000 des 8e Rencontres poétiques internationales en Suisse romande, p. 144